# مملكة دالي
كانت مملكة دالي، المعروفة أيضًا باسم دولة دالي، دولة سُلالية تقع في مقاطعة يونان الحالية في الصين، وذلك من عام 937 حتى عام 1253. تم غزوها من قبل المغول في عام 1253. ومع ذلك، استمر أحفاد الأسرة الحاكمة في إدارة المنطقة كزعماء محليين (توسي) تحت حكم سلالة يوان حتى غزو سلالة مينغ لمقاطعة يوننان في عام 1382. وما تزال عاصمة مملكة دالي السابقة تُعرف اليوم باسم مدينة دالي في مقاطعة يوننان حاليًا.

## الاسم
تأخذ مملكة دالي اسمها من مدينة دالي. وتشتهر هذه المدينة برخامها عالي الجودة، إذ تعني كلمة «دالي» حرفيًا «رخام» باللغة الصينية.
الرخام الدالي مشهور في جميع أنحاء آسيا وبين هواة جمع الأحجار الكريمة في العالم. يمكن أن يطلب التجار في هونغ كونغ أو شنغهاي بالنسبة لبضعة بوصات مربعة من رخام «شوي مو هوا شي»، وهو نوع نادر وثمين من الرخام، ما يصل إلى 20,000 دولار أمريكي. وعلى مدار أكثر من ألف عام، كانت دالي تُعرف بأنها «مدينة الرخام»؛ فحتى الكلمة الصينية «دالي» تعني الرخام.

— باربارا أ. ويست

## التاريخ

### الأصول
تم الإطاحة بمملكة نانتشاو في عام 902، وتبعت ذلك ثلاث سلالات متعاقبة بسرعة قبل أن يستولي دوان سيبينغ على السلطة في عام 937، حيث أسس حكمه في دالي. وقد ادعى عشيرة دوان أن لها أصولًا من قومية الهان.  وذكرت سجلات سلالة يوان أن عائلة دوان جاءت من منطقة ووي في بمقاطعة قانسو:
تُشير سجلات يوان إلى أن حكام مملكة دالي من عائلة دوان جاؤوا في الأصل من مقاطعة ووي الواقعة في مقاطعة قانسو الحالية. ومع ذلك، لم تؤكد مصادر سلالة سونغ أو مملكة دالي هذا الادعاء. ويُلاحظ وجود تغيير كبير عن مملكة نانتشاو في ممارسات التسمية لدى حكام دالي، حيث لا يتبعون عادةً نظام التسمية الأبوي المرتبط بالأجداد. هذا يُشير إلى أن نخب دالي قد قدمت نفسها كـ«صينية» أكثر من نظرائها في نانتشاو.

— ميغان برايسون

### العلاقات مع سلالة سونغ
كانت علاقة مملكة دالي مع سلالة سونغ ودّية طوال فترة وجودها. فقد هنّأت سلالة دالي سلالة سونغ على غزوها لمملكة شو لاحقًا في عام 965، وأقامت معها طوعيًا علاقات جزية في عام 982.  ومع ذلك، فقد كانت دالي أساسًا دولة مستقلة. وفي بعض الأحيان، كانت سلالة سونغ ترفض عروض الجزية. أعلن مؤسس السلالة، الإمبراطور سونغ تايتسو، أن جميع الأراضي الواقعة جنوب نهر دادو تابعة لدالي، ولم يرغب في المطالبة بأي أراضٍ إضافية لتجنّب تكرار الكوارث التي وقعت في عهد سلالة تانغ أثناء محاولاتها الفاشلة ضد مملكة نانتشاو.
كانت علاقات سلالة دالي مع سلالة سونغ مختلفة تمامًا عن علاقات نانتشاو مع سلالة تانغ. فعندما تولى الإمبراطور الأول لسلالة سونغ، تايتسو، الحكم، أعلن أنه، نظرًا للصعوبات المتعلقة بسلالة تانغ في الجنوب الغربي، سيتنازل عن قيادتي يو وسوي ويستخدم نهر دادو كحدود مع دالي. وقد التزم خلفاؤه بهذه السياسة، لذا كانت الاتصالات بين سونغ ودالي محدودة للغاية. وتُظهر سجلات سونغ ترددًا كبيرًا في التعامل المباشر مع دالي، حتى من خلال العلاقة التقليدية القائمة على تبادل الجزية بين التابع (دالي) والسيد (سونغ). وبسبب حذر مسؤولي سونغ، لم يُسمح لدالي بتقديم الجزية في بلاط سونغ إلا في ثلاث مناسبات فقط. وقد رُفضت طلباتهم المتكررة لتقديم الجزية بحجة أنها قد تسبب المتاعب لسونغ، كما فعلت نانتشاو مع تانغ.

— ميغان برايسون
كانت الأهمية الأساسية بالنسبة لسلالة دالي فيما يتعلق بسلالة سونغ تتمثل في خيولها، التي كانت تُعتبر ذات قيمة عالية ومطلوبة بشدة لأغراض عسكرية، خاصة بعد سقوط سونغ الشمالية. وقد وصف أحد مسؤولي سونغ تلك الخيول في المقطع التالي:
«تتمتع هذه الخيول بشكل رائع للغاية. فهي قصيرة القامة من الأمام ولكن قوية البنية، وتُشبه في شكلها الدجاج. الحجاب الحاجز عريض، والكتفان عريضان، والخصر مستوٍ، والظهر مستدير. وقد دُرّبت على الجلوس على مؤخرتها مثل الكلاب. تصعد التضاريس الوعرة بسهولة عند قيادتها، وتتمتع بالسرعة والرشاقة في المطاردة. وقد تربّت على الحنطة السوداء المُرة، لذا فهي لا تحتاج إلى الكثير للعناية بها. كيف لا تُعتبر مثل هذه الخيول خيولًا ممتازة؟»